# Tenamaxtlán (kommun)
Tenamaxtlán är en kommun i Mexiko.   Den ligger i delstaten Jalisco, i den centrala delen av landet, 500 km väster om huvudstaden Mexico City. Antalet invånare är 7 047.
Följande samhällen finns i Tenamaxtlán:
- Tenamaxtlán
- La Ladera
- Palo Blanco